# バーナード・マラマッド
バーナード・マラマッド（英: Bernard Malamud、1914年4月26日-1986年3月16日）は、アメリカ合衆国の小説家である。ソール・ベローやフィリップ・ロスと共に、20世紀アメリカの著名なユダヤ人作家である。その野球小説『ザ・ナチュラル』はロバート・レッドフォード主演の1984年の映画『ナチュラル』として映像化された。

## 来歴
マラマッドはロシア系ユダヤ人移民であるマックス・マラマッドとバーサ（旧姓フィデルマン）とのあいだに生まれた息子だった。弟のユージンが1917年に生まれた。マラマッドが育った時期は世界恐慌にあたり、1928年から1932年にはブルックリンのエラスムスホール高校に通った。青年時代に多くの映画を見て、その粗筋を学校の友達に語るのを楽しんだ。特にチャールズ・チャップリンの喜劇を好んだ。
マラマッドは1年間教師見習いとして1日4.50ドルで働き、その後奨学金でカレッジに入学した。1936年にニューヨーク市立大学シティカレッジで文学士号を取得した。1942年、トーマス・ハーディに関する論文を書いてコロンビア大学から修士号を得た。マラマッドは未亡人になっていた母を支える唯一の者だったので、第二次世界大戦のときに徴兵を免れた。まずワシントンD.C.のアメリカ合衆国国勢調査局で働いた後にニューヨークの大半が夜間高校で成人のために英語を教えた。
1949年からオレゴン州立大学で各学期の新入生からなる4単元を教えたが、このときの経験が1961年の小説『もうひとつの生活』(A New Life)に生かされた。マラマッドは博士号を取っていなかったので、文学の講座を教えることができず、長年その地位は教官に留まっていた。当時のオレゴン州立大学は公有地認可大学であり、人文科学や文学作品の創作をほとんど教えてはいなかった。この時代に毎週3日間を著作に宛て、次第にアメリカの主要な著作家として頭角を現していった。1961年、オレゴン州立大学を離れ、バーモント州のベニントン・カレッジで文章創作を教え始め、この仕事を引退するまで続けた。1967年、アメリカ芸術科学アカデミーの会員になった。
1942年、マラマッドはイタリア系アメリカ人でカトリック教徒、1939年のコーネル大学卒業生、アン・デ・チアラ（1917年11月1日-2007年3月20日）と出合った。この二人は互いの両親からは反対されたが、1945年11月6日に結婚した。アンはマラマッドの原稿をタイプし、校正してくれた。夫妻にはポール（1947年生）とジャナ（1952年生）の2人の子供が生まれた。ジャナ・マラマッド・スミスは父の伝記である『私の父は本』を書いた。

## 文歴
マラマッドは書く速度が遅く、慎重であり、多作ではなかった。小説8編、短編小説54編をものし、1997年の作品集でも400ページ足らずだった。
1948年に最初の小説を書き上げたが、後にその原稿を燃やしてしまった。初めて印刷された小説が1952年の『ザ・ナチュラル』であり、これが最も良く記憶され、象徴的な作品になった。物語は優れた才能で伝説的な地位を獲得している無名の中年野球選手ロイ・ホッブスの人生を辿っている。『ザ・ナチュラル』はマラマッドの作品の多くを特徴付ける著述法を思い起こさせることにも焦点を当てている。この小説はロバート・レッドフォード主演で1984年に『ナチュラル』として映画化された（映画脚本家デイビッド・トンプソンによって「下手な野球とさらにまずいマラマッド」と表現された）。
2作目の小説『助手』(The Assistant)（1957年）はニューヨークを舞台にマラマッド自身の子供時代を扱っており、ブルックリンで食料品店を経営するユダヤ人移民モリス・ボーバーの生涯という形になっている。ボーバーは財政的に苦しみながらも怪しい性格の漂泊者の世話をする。
1967年の小説『フィクサー』（The Fixer、修理屋）は、帝政ロシアの反ユダヤ主義に関するものであり、この年の全米図書賞とピューリッツァー賞 フィクション部門の双方を受章した。その他の小説としては、伝記を使って主人公の起伏に富んだ人生を回想する中年の力強い物語である『ドゥービン氏の冬』(Dubin's Lives)、ニューヨークを舞台にし、ほぼ間違いなくマラマッド自身の著作と創作の苦闘を背景にして人種問題と1970年代アメリカ文学界での黒人、アフリカ系アメリカ人文学の勃興を扱っている『店子」(The Tenants)がある。
マラマッドはその短編小説でも有名であり、ユダヤ人移民の夢のような都会のゲットーで遠まわしの寓話が展開される。マラマッドについて短編小説作家のフラナリー・オコナーは、「私は自分自身を含めて他の誰よりも優れた短編小説作家を発見した」と記した。マラマッドは1943年に「スレッシホウルド」で『慈善興行』(Benefit Performance)を、「アメリカン・プリフェイス」で『その場所は今は違う』(The Place Is Different Now)を掲載した。1950年代初期、「ハーパース・バザー」、「パルティザン・レビュー」および「コメンタリー」といった雑誌にその短編が掲載されるようになった。
『魔法の樽』（The Magic Barrel、1958年）のようにマラマッドの最初の作品集の大半は、貧しい都会の殺風景な囲いの中で希望と目的の探求を叙述している。表題作は未婚でユダヤ教の学生レオ・フィンクルと生き生きとした結婚仲介者パイニー・ザルツマンのありえないような関係を扱っている。フィンクルはその生涯の大半を本に鼻を突っ込んで過ごしているので、人生自体には教育が行き届いているとは言えない。しかし、恋愛法には大きな興味を持っている。フィンクルはザルツマンの仕事に関わり、その「魔法の樽」から出てくる多くの花嫁候補を見せられるが、その写真を見るごとにフィンクルは興味を失っていく。ザルツマンがフィンクルをリリー・ヒルショーンとお見合いするよう説得した後、フィンクルは自分の人生が本当に空虚で、神や人間を愛する情熱に欠けていることを理解する。フィンクルがザルツマンの娘の写真を見つけて彼女が悩んでいると分かったとき、彼女を救うための新しい任務に取り掛かる。作品集の中の良く知られた短編としては、『最後のモヒカン族』(The Last Mohican)、『天使レヴィーン』(Angel Levine)、『白痴が先』(Idiots First)、および『悼む人たち』(The Mourners)などがある。『悼む人たち』では、「社会保障」が必要な傲慢な老人ケスラーと、ケスラーにこれ以上部屋を貸したくない喧嘩早い大家グルーバーを扱っている。

## 主題
マラマッドの小説は神話的な要素に軽く触れて、開始と孤立の主題を探求している。その散文はマラマッドの境遇に似て、イディッシュ語と英語の言い回しの巧妙な寄せ集めであり、突然の叙情で落ちがつく。
20世紀後半で著作を続け、当時の社会問題、すなわち社会への足掛かりがなさ、無信仰、虐待、離婚などを意識していた。しかし、愛を贖いのものとして、犠牲を高揚させるものとして描いてもいた。その著作では、成功が敵対者の協業によることが多かった。例えば『悼む人たち』では、大家と店子が互いの悩みから学ぶ。『魔法の樽』では、仲人がその「落ち込んだ」娘について悩むとき、その娘とユダヤ教の学生が互いに愛と救いの必要性によって惹かれあう。

## 死後の献辞
フィリップ・ロス
ソール・ベローはアンソニー・バージェスの言葉も引き合いに出して次のように語った。

## 語録
- 私は本や短編を3度書く。1回目は彼女に理解してもらうために、2回目は彼女の文体を改善するために、そして3回目はなお言わなければならないことを彼女に言わせるために。
- 「我々はやめたい。我々が貴方にしたことを貴方に告げたい」と叫ぶのが、自叙伝全てだった。
- 貴方を振り返って何かの言葉を得たならば、2、3語は採用できるとして、あるいはそれらを捨てて別のものを探すことだ。
- そのために戦いが無ければそこに自由は無い。それをスピノザは何と言っているか？人間の性質に嫌悪感を催させるやり方で事態が動くならば、それを破壊する方が悪くない。
- あらゆる人間はユダヤ人である。ただしそれを知っている人は少ない。
- 人生は喜劇の反発明を伴う人の動機に反応する。
- 英雄が居なければ、我々は皆平凡な人であり、どこまで行ったものやら分からないだろう。
- 人生は喜びに満ちた悲劇である。

## 受賞歴
全米図書賞
- 1959年度フィクション 『魔法の樽』
- 1967年度フィクション 『フィクサー』

ピューリッツァー賞 フィクション部門
- 1967年度 『フィクサー』

オー・ヘンリー賞
- 1969年度 箪笥の中の男

PEN/マラマッド賞
PEN/マラマッド賞は1998年から毎年マラマッドを記念して贈られる賞であり、短編小説の分野で優れたものを表彰している。これはPENアメリカンセンターにマラマッドが遺贈した1万ドルを一部用いた基金によっている。この基金はPENの多くの会員やその他の後援者の寄付、および毎年の読書会の収益金のお陰で成長を続けている。過去の受賞者には、ジョン・アップダイク（1988年）、ソール・ベロー（1989年）、ユードラ・ウェルティ（1992年）、ジョイス・キャロル・オーツ （1996年）、アリス・マンロー（1997年）、シャーマン・アレクシー（2001年）、アーシュラ・K・ル＝グウィン （2002年）およびトビアス・ウルフ（2006年）等がいる。

## 出版目録
全作品リストについてはen:Bibliography of Bernard Malamudを参照。

### 小説
- The Natural, 1952
  - 『汚れた白球 -自然の大器』鈴木武樹訳、角川文庫、1970年　
  - 『奇跡のルーキー』真野明裕訳、ハヤカワ文庫、1984年
- The Assistant, 1957
  - 『アシスタント』酒本雅之訳、荒地出版社、1969年
  - 『アシスタント』繁尾久訳、角川文庫、1971年
  - 『アシスタント』加島祥造訳、新潮文庫、1972年、再刊1990年。改題新版『店員』文遊社、2013年。
- A New Life, 1961
  - 『もうひとつの生活』宮本陽吉訳、新潮社、1963年、再刊1972年
- The Fixer, 1966
  - 『修理屋』橋本福夫訳、早川書房 ハヤカワ・ノヴェルズ、1969年
- The Tenants, 1971
  - 『テナント』青山南訳、みすず書房、2021年
- Dubin's Lives, 1979
  - 『ドゥービン氏の冬』小野寺健訳、白水社・世界の文学、1980年
- God's Grace, 1982
  - 『コーンの孤島』小野寺健訳、白水社・世界の文学、1984年

### 短編集
- The Magic Barrel, 1958
  - 『魔法の樽』邦高忠二訳、荒地出版社、1968年
  - 『魔法のたる』繁尾久訳、角川文庫、1970年
- Idiots First, 1963
  - 『白痴が先だ：マラマッド短編集』大浦暁生監訳、三友社出版、2000年
- Pictures of Fidelman, 1969
  - 『フィデルマンの絵』西田実訳、河出書房新社 今日の海外小説、1970年
- Rembrandt's Hat, 1974
  - 『レンブラントの帽子』小島信夫、浜本武雄、井上謙治訳、集英社[4] 現代の世界文学、1975年／夏葉社、2010年
- The Stories of Bernard Malamud, 1983
- The People and Uncollected Stories, 1989 - 未完の小説『The People』を含む
- The Complete Stories, 1997
- 『マラマッド短編集』加島祥造訳、新潮文庫、1971年 - オリジナル版
- 『魔法の樽 他十二篇』阿部公彦訳、岩波文庫、2013年 - オリジナル版

短編小説
- The Mourners, 1955 - 『悼む人たち』
- The Jewbird, 1963 - 『ユダヤ鳥』
  - 「ユダヤ人鳥」佐伯泰樹訳（白水Uブックス『アメリカ・ユーモア文学傑作選─笑いの新大陸』所収）1991年
  - 「ユダヤ鳥」大津栄一郎訳（岩波文庫『20世紀アメリカ短篇選 下』所収）1999年
- 『喋る馬』柴田元幸編訳、スイッチパブリッシング 2009年、ISBN 4884182898（上記ほか全11編）

### マラマッドに関する著作
- Smith, Janna Malamud. My Father is a Book: A Memoir of Bernard Malamud. 2006
- Davis, Philip. Bernard Malamud: A Writer’s Life. 2007
  - フィリップ・デイヴィス『ある作家の生ーバーナード・マラマッド伝』勝井伸子訳、英宝社 2015年
- 畑光夫「苦悩・愛・贖い――バーナード・マラマッド『借家人』論」静岡女子大学編『静岡女子大学研究紀要』17号、静岡女子大学、1983年、177-184頁。
- 佐渡谷重信編『バーナード・マラマッド研究』泰文堂、1987年。
- 岡田春馬『マラマッドの短編小説　忘己利他にみる人間愛の極致』近代文芸社、1998年。